# エリシャ・オーチス

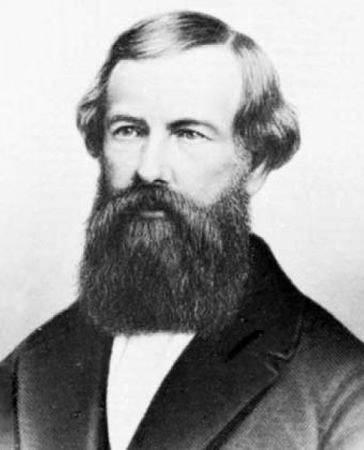
エリシャ・グレーブス・オーチス

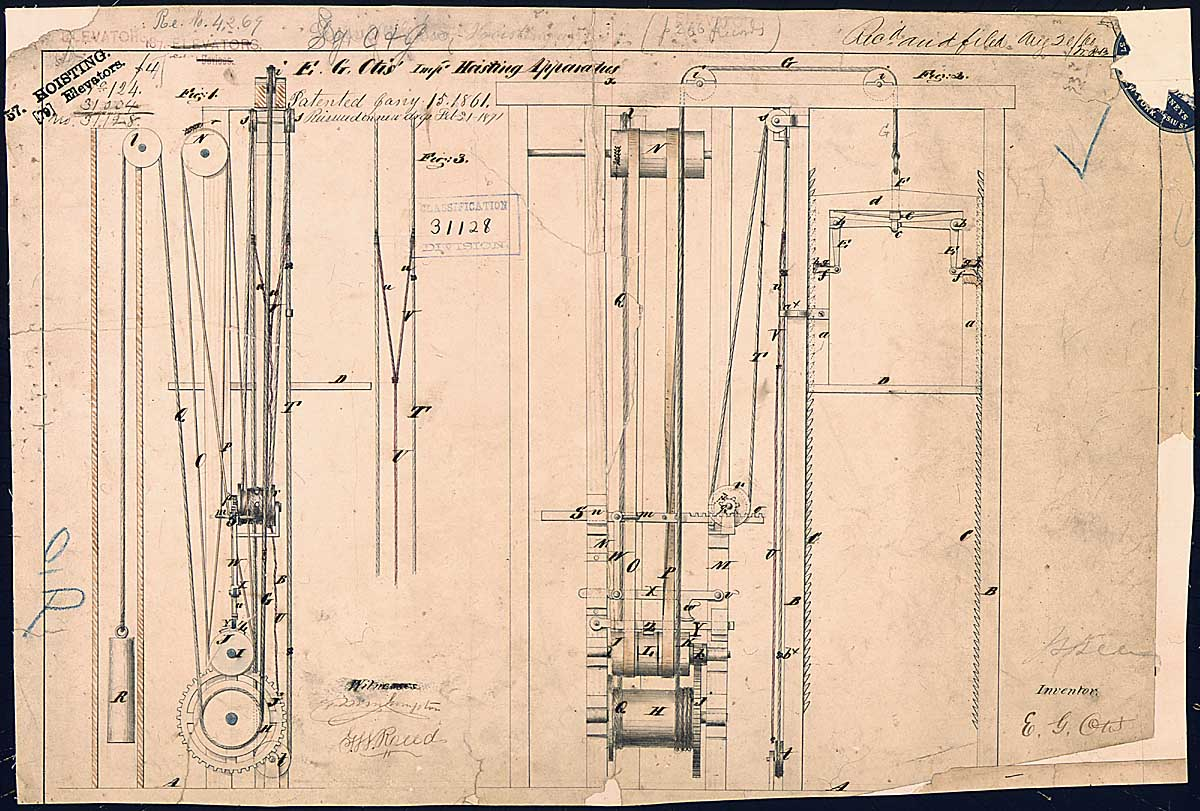
1861年のオーチスのエレベータ特許。

エリシャ・グレーブス・オーチス（Elisha Graves Otis、1811年8月3日 - 1861年4月8日）は、アメリカの発明家、企業家。エライシャ・オーティスとも。エレベーターの落下防止装置を発明し、オーチス・エレベータ・カンパニーを創業した。
ヴァーモント州ハリファックスの近くで生まれる。19歳で家を出、ニューヨーク州トロイで5年を過ごした。
1852年、逆転止め歯形による落下防止装置（調速機、ガバナマシン）を発明し、1853年のニューヨーク万国博覧会で発表した。オーチスが来場客の面前で、吊り上げたエレベーターの綱を切ってみせると、エレベーターは数インチ落下しただけで止まった。この発明により、エレベーターは初めて実用的なものになった。
同年、オーチス・エレベータ・カンパニーを創業し、エレベーターの販売を始めた。最初のオーチス製乗客用エレベーターは、1857年ニューヨークで設置された。オーチスの死後の1867年、2人の息子チャールズとノートンは、彼の遺産でオーチス・ブラザーズ・カンパニー (Otis Brothers & Co.) を創設した。
オーチスの発明はエレベーターを信頼できるものにし、摩天楼を可能にした。オーチス・エレベータ・カンパニーは、今では世界最大のエレベーター会社であり、ユナイテッド・テクノロジーズの一部門である。
オーチスは、映画『ニューヨークの恋人』で、19世紀からタイムトラベルしてきてケイト（メグ・ライアン）と恋に落ちるエレベーターの発明者レオポルド（ヒュー・ジャックマン）のモデルである。なお映画では、彼の執事の名がオーティスである。